# Лурдуэ-Сен-Пьер
Лурдуэ́-Сен-Пьер (фр. Lourdoueix-Saint-Pierre, окс. L'Ordoir) — коммуна во Франции, находится в регионе Лимузен. Департамент коммуны — Крёз. Входит в состав кантона Бонна. Округ коммуны — Гере.
Код INSEE коммуны — 23112.

## Население
Население коммуны на 2010 год составляло 804 человека.
| 1962 | 1968 | 1975 | 1982 | 1990 | 1999 | 2010 |
| ---- | ---- | ---- | ---- | ---- | ---- | ---- |
| 1523 | 1425 | 1266 | 1100 | 1034 | 923  | 804  |

## Экономика
В 2010 году среди 454 человек трудоспособного возраста (15—64 лет) 327 были экономически активными, 127 — неактивными (показатель активности — 72,0 %, в 1999 году было 67,6 %). Из 327 активных жителей работали 301 человек (167 мужчин и 134 женщины), безработных было 26 (8 мужчин и 18 женщин). Среди 127 неактивных 16 человек были учениками или студентами, 86 — пенсионерами, 25 были неактивными по другим причинам.